# Клуб де Регаташ Вашко да Гама
Клуб де Регатас „Вашко да Гама“, кратък вариант „Вашко да Гама“ (на португалски: Club de Regatas Vasco da Gama, изговаря се по-близо до Клуб ди Регатас Васку да Гама) е спортен (предимно футболен) клуб в Рио де Жанейро, Бразилия.
Основан е от португалски емигранти на 21 август 1898 г. И до днес тимът все още се спонсорира от португалската общност в града.
Техният стадион е „Сао Жануарио“, но част от мачовете си играят на „Маракана“. Освен футболен клуб „Вашко да Гама“ има и отбори в различни спортове. От техния баскетболен тим започва кариерата си баскетболистът Нене от НБА.

## Титли
- Клубно първенство на Южна Америка: 1948
- Копа Либертадорес: 1998
- Копа Мерсокур: 2000
- Шампионат на Бразилия: 1974, 1989, 1997, 2000, 2011
- Кампеонато Кариока (Шампионат на щата Рио де Жанейро): 1923/24, 1929, 1934, 1936, 1945, 1947, 1949/50, 1952, 1956, 1958, 1970, 1977, 1982, 1987/88, 1992/93/94, 1998, 2003
- Турнир Рио-Сао Пауло: 1958, 1966, 1999
- Копа Рио: 1992, 1993
- Турнир Ерашмо Мартинш Педро: 1973
- Турнир Жозе Фернандеш: 1980
- Турнир Жоао Хавеланж: 1981, 1993
- Турнир Жоао Кащело: 1982
- Турнир Жуиз де Фора: 1986, 1987
- Бразилски женски шампионат по футбол: 1994, 1995, 1998

## История
В края на 19 век гребането е най-важният спорт в Рио де Жанейро. По това време Енрике Ферейра Монтейро, Луис Антонио Родригес, Жозе Александре д'Авелар Родригес и Мануел Тейшейра де Соза Жуниор решават да основат нов клуб по гребане. Заедно с още 62 членове на отбора (повечето от тях португалски емигранти), те създават клуб по гребане Вашко да Гама. При избора на името са вдъхновени от 400-годишнината от първото плаване от Европа до Индия.

## Легендарни играчи
- Адемир
- Алекс
- Барбоза
- Бебето
- Белини
- Брито
- Вава
- Едмундо
- Жилберто
- Жуниньо Пернамбукано
- Мазиньо
- Марко Антонио
- Роберто Динамите
- Ромарио
- Сони Андерсон
- Чико